# Pernå
Pernå (Fins: Pernaja) is een voormalige gemeente in de Finse provincie Zuid-Finland en in het voormalige landschap Itä-Uusimaa. De gemeente had een totale oppervlakte van 418 km² en telde 3925 inwoners op 31.12.2005. Begin 2010 werd Pernå samen met Ruotsinpyhtää en Liljendal bij Loviisa gevoegd, dat sinds 2011 in het landschap Uusimaa ligt.
Pernå was een tweetalige gemeente met Zweeds als meerderheidstaal (± 65%) en Fins als minderheidstaal.
Pernå heeft een kerk die uit de eerste helft van de 15de eeuw dateert. In het kerspel Pernå werd rond 1509 de theoloog Mikael Agricola geboren, de vader van de Finse schrijftaal. 
Pernå onderhield een partnerschapsrelatie met Loksa in Estland.

## Overleden
- Erik Adolf von Willebrand (1870-1949), arts, anatoom en hoogleraar

- Bibliothèque nationale de France: cb120056129 (data)
- Library of Congress Control Number: n87942290
- Nationale Bibliotheek van Israël: 987007564823905171
- Système universitaire de documentation: 028167155
- Virtual International Authority File: 123253095

Askola · Espoo · Hanko · Helsinki · Hyvinkää · Ingå · Järvenpää · Karkkila · Kauniainen · Kerava · Kirkkonummi · Lapinjärvi · Lohja · Loviisa · Myrskylä · Mäntsälä · Nurmijärvi · Pornainen · Porvoo · Pukkila · Raseborg · Sipoo · Siuntio · Tuusula · Vantaa · Vihti
Voormalige gemeenten:
Bromarv · Degerby · Ekenäs · Ekenäs landskommun · Haaka · Huopalahti · Hyvinkään maalaiskunta · Karis · Karjalohja · Kulosaari · Liljendal · Lohjan kunta · Nummi · Nummi-Pusula · Oulunkylä · Pernå · Ruotsinpyhtää · Sammatti · Snappertuna · Tenala